# Arne Wahlberg
Arne Wahlberg (4. listopadu 1905, Örebro – 27. května 1987 v Asarum v obci Karlshamn,) byl švédský fotograf, působící ve Stockholmu a známý svými fotografiemi objektů. Byl synem Gastona Reného Wahlberga a vnukem umělce Alfreda Wahlberga.

## Životopis
Wahlberg odešel do Drážďan v roce 1931 studovat u dvou významných portrétních fotografů, Huga Erfurtha a Franze Fiedlera. V roce 1931 Erfurth stále konzervativně pracoval s denním světlem, zatímco Fiedler zkoušel nové metody s ostrou kresbou optiky a vysoce lesklým papírem. Wahlberg a Fiedler se po mnoho let přátelili. Poté následovaly další roky školení mimo jiné v Ateljé Jaeger ve Stockholmu.
Wahlberg rychle přenesl své nové dojmy, především se mu líbily obrazy ostrých předmětů. Svými obrazy skla ze sklárny Kosta vytvořil novou éru fotografií. Byly to čisté přímé obrazy a něco úplně jiného než pochmurné fotografické předměty 20. let. Brzy následovalo zadání zobrazovat také keramické předměty a po krátké době se stal jedním z předních švédských fotografů objektů. Po mnoho let pracoval ve Švédské asociaci řemesel.
Již v roce 1929 měl doma vlastní ateliér, ale brzy se přestěhoval do větších prostor ve Sveavägen. Po mnoho let bylo jeho studio nejvyužívanější pro fotografování novomanželů. O portréty a svatební páry se však starali Wahlbergovi asistenti; sám se zabýval fotografováním objektů, kde mohl hodiny pracovat a dolaďovat své motivy, než byl zcela spokojen. Pro Wahlberga pracovalo několik známých fotografů a učili se u něj, mimo jiné Lennart af Petersens, Sune Sundahl, Erik Liljeroth nebo Key Nilson.

## Galerie

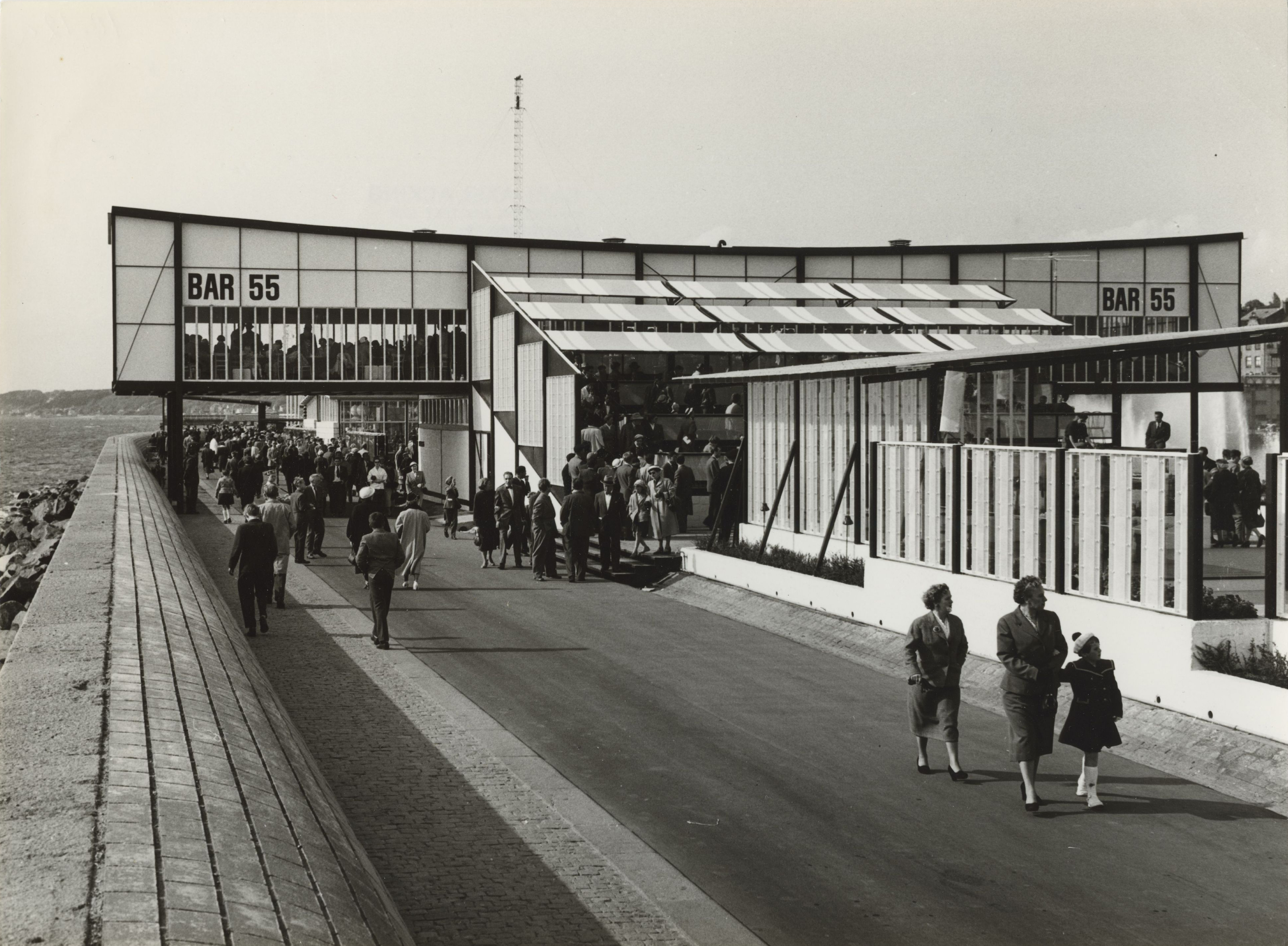
Výstava H55 v Helsingborgu, oddělení pro veřejné prostředí v Parapetenu, 1955
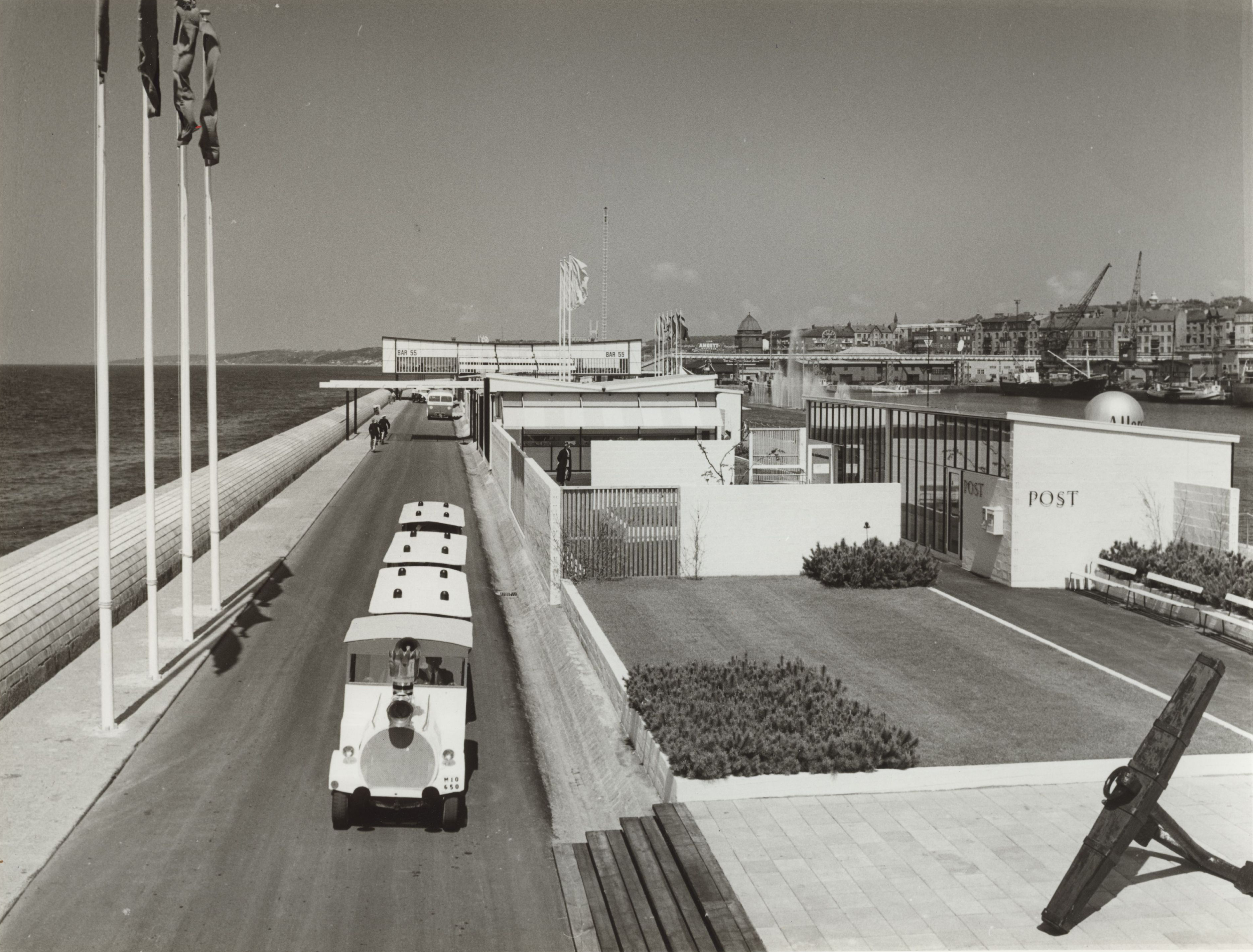
Výstava H55 v Helsingborgu, výstavní vláček, 1955
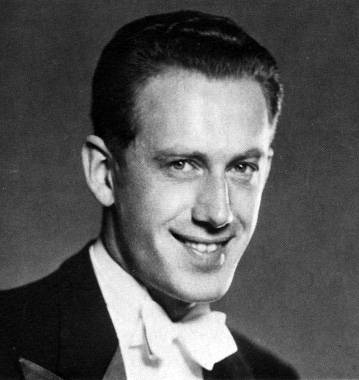
Švédský pianista Arne Hülphers, 1935
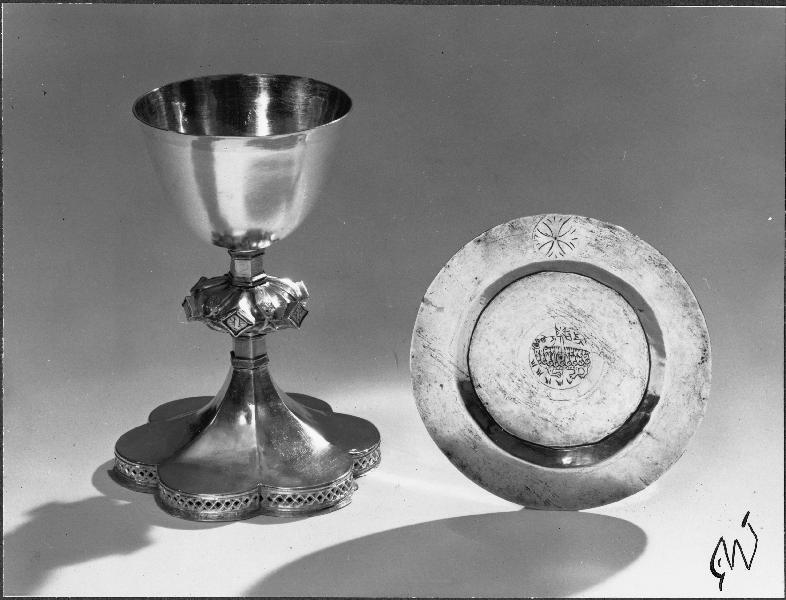
Stříbrné předměty z kostela Landa kyrka, Vårgårda